# Pro Co RAT

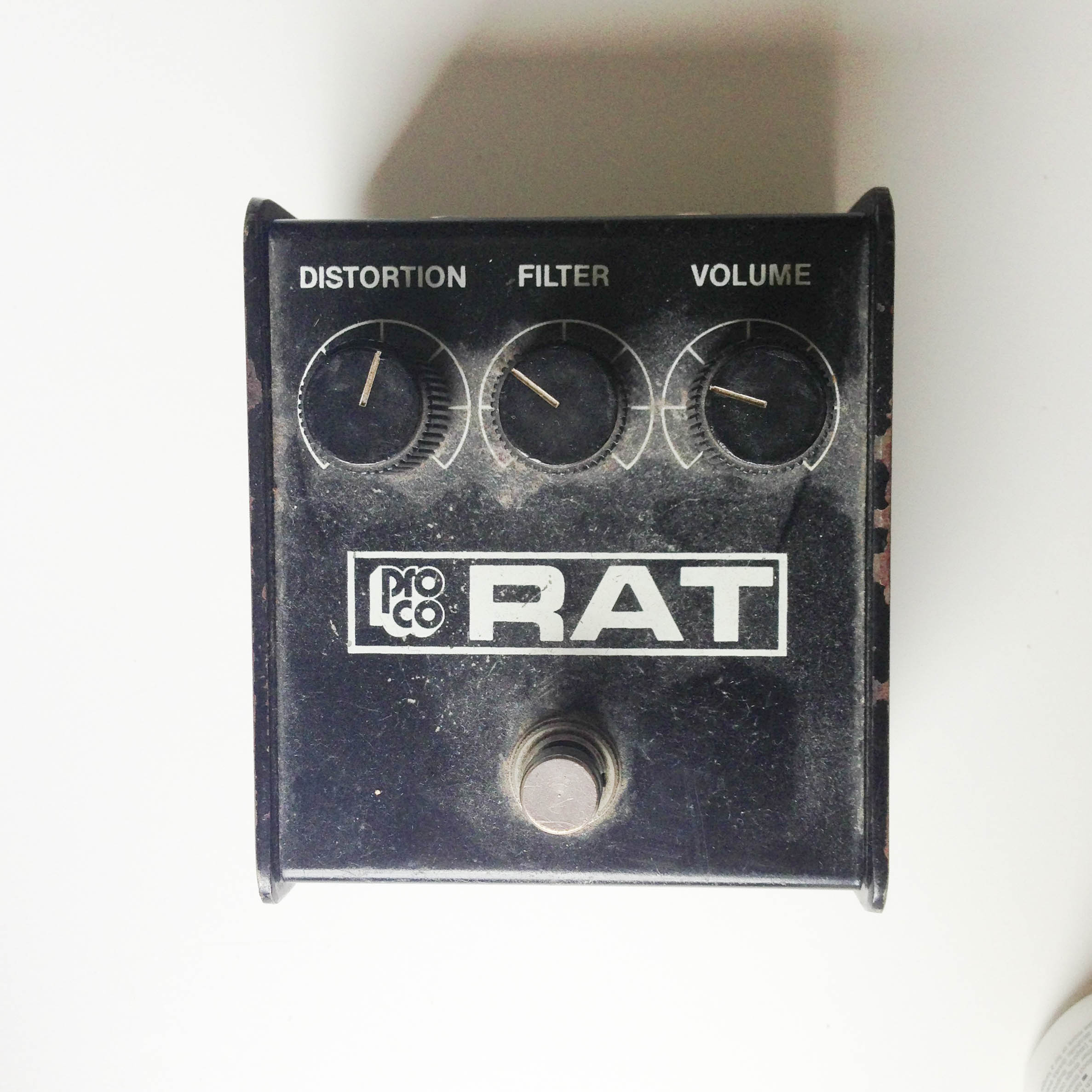
Pro Co RAT

Pro Co RAT je typ kytarového efektu, označovaného jako distorze, vyvinutý firmou Pro Co Sound v roce 1978 v Kalamazoo, Michigan. První verze "The RAT" byla vytvořena Scottem Burnhamem a Stevem Kiralym v druhé polovině 70. let. Původním záměrem bylo zachytit distorzi kytarových zesilovačů a vytvořit kompaktní verzi v podobě kytarového efektu.
V dnešní době je efekt považován za jeden z nejlegendárnějších, co se distorze týče. Pro Co se díky svému intuitivnímu designu, jednoduchosti obvodu a především unikátnímu zvuku snadno vyrovnal alternativám od firem Boss a DOD.

## Obvod
Elektrický obvod efektu "The RAT" je možné rozdělit na 4 segmenty: zdroj napájení, operační zesilovač (zodpovědný za distorzi), ovládání tónu a výstup. Prvotní designy byly založené na operačním zesilovači LM308, který byl později, mezi lety 2002-2003, nahrazen OP07DP. Za samotný clipping je pak zodpovědný diodový můstek, nejčastěji tvořen 1N914 diodami.
Zdroj napájení zajišťuje stabilní přísun 9V aktivním částem obvodu (operačnímu zesilovači a tranzistorům). Využívá jednoduchého děliče napětí pro generování 4.5V, které slouží jako virtuální zem. 47Ω rezistor, společně s kondenzátory, má za úlohu filtrovat veškerý nechtěný ruch.
Jádrem obvodu je operační zesilovač LM308 s variabilním napětím pro kontrolu gain. 1MΩ rezistor vedoucí z virtuální země ke třetímu pinu LM308 filtruje ruch při zapínání a vypínání efektu. 22nF slouží jako horní propust, která filtruje frekvence pod 7.2kHZ
Ovládání tónu, jehož součástí je potenciometr FILTER, funguje na principu jednoduché dolní propusti. Jeho rozsah je od 475Hz do 32kHz.
Výstup je tvořen JFET zesilovačem, který na výstupu vytváří nízkou impedanci.

## Ovládání
Mezi hlavní ovládací prvky pro volbu tónu patří 3 potenciometry: DISTORTION, FILTER a VOLUME.
Potenciometr DISTORTION ovládá množství gainu, díky kterému dochází ke clippingu. Otočením po směru hodinových ručiček se zvyšuje 
Otočením potenciometru FILTER dochází k ořezu vyšších frekvencí, také známých jako treble. Na rozdíl od většiny ostatních efektových distorzí, kde otočením po směru snižujeme množství ořezu vyšších frekvencí, funguje na opačném principu. 
Potenciometr VOLUME pak ovládá hlasitost výstupního signálu. Otočením po směru hodinových ručiček se hlasitost signálu zvýší.
Mezi další ovládací prvky patří dvoupólový vypínač s funkcí true bypass. Dvě zdířky na 6,3mm Jack INPUT a OUTPUT pro zapojení do efektového řetězce. Zdířka na napájení 9V DC zdrojem. "The RAT" je také možné napájet 9V baterkou, kterou je možné zapojit po sundání zadní strany kovového šasi. 